# ویگن بابیکیان
ویگن بابیکیان (ارمنی: Վիգեն Պապիքեան) پزشک ارمنی‌تبار اهل ایالات متحده آمریکا و استاد رشته عصب‌شناسی در دانشکده پزشکی دانشگاه بوستون است. بابیکیان مدرک کارشناسی خود را از دانشگاه آمریکایی بیروت لبنان و دکتری پزشکی را از دانشکده پزشکی دانشگاه نورت‌وسترن آمریکا دریافت کرده‌ است. وی دستیاری عصب‌شناسی را در بیمارستان‌های دانشگاه شیکاگو و فلوشیپ سکته مغزی را در بیمارستان عمومی ماساچوست به پایان رساند. در سال ۱۹۸۶ به دپارتمان عصب‌شناسی دانشگاه نورت‌وسترن ملحق شد. وی اختلالات مغزی (cerebrovascular disorders) همچون سکته مغزی را مطالعه می‌کند.